# Groove Is in the Heart
Groove Is in the Heart, canción del álbum World Clique del grupo estadounidense Deee-Lite. Fue producida y lanzada el 7 de agosto de 1990. 
Deee-Lite fue una banda de música house y dance con éxito en la década de los noventa. 
Junto con la canción "What Is Love?" entraron en listas de Estados Unidos al tiempo por estar en el mismo disco sencillo.
En 1991 obtuvo una nominación en los MTV Video Music Award al Mejor Video de Música Electrónica para Bailar, MTV Video Music Award al Video del Año, MTV Video Music Award al Mejor Artista a Seguir, MTV Video Music Award al Mejor Video Revelación, MTV Video Music Award a la Elección de los Televidentes y MTV Video Music Award a la Mejor Edición.
La canción fue acompañada por un video musical psicodélico con formas y colores cambiantes, con la banda bailando al sonido de la música. La canción fue un éxito en varios países.

## Antecedentes
Aunque la versión del álbum no se grabó hasta 1990, la canción se escribió originalmente a finales de los 80; fue tocada en directo tan pronto como en 1989.[cita requerida]
La pista de fondo se construyó a partir de varios samples, principalmente el riff principal de la pista de Herbie Hancock «Bring Down the Birds» de la banda sonora de Blow-Up (Deseo de una mañana de verano) y «Get Up» de Vernon Burch, que proporcionaron la pista de percusión y también formaron la base para la famosa ruptura con una flauta de émbolo. La leyenda de Parliament-Funkadelic, Bootsy Collins, tocó el bajo eléctrico y aportó su voz, y el rap es cortesía de Q-Tip, de A Tribe Called Quest.[cita requerida]
| Año  | Canción                    | U.S. Club | Billboard Hot 100 | UK singles |
| ---- | -------------------------- | --------- | ----------------- | ---------- |
| 1990 | "Groove Is in the Heart" 1 | 1         | 4                 | 2          |

| Predecesor: Jukebox in Siberia por Skyhooks           | Australia Kent Music Report primer sencillo 18 de noviembre de 1990 (1 semana)                              | Sucesor: Unchained Melody por The Righteous Brothers |
| Predecesor: Dirty Cash por The Adventures of Stevie V | US Billboard Hot Dance Club Play primer sencillo 25 de agosto de 1990 – 8 de septiembre de 1990 (3 semanas) | Sucesor: Let's Get Busy por Clubland con Quartz      |
| Predecesor: Oops Up por Snap!                         | Canadian Dance Chart primer sencillo 3 de noviembre de 1990 – 10 de noviembre de 1990 (2 semanas)           | Sucesor: Ice Ice Baby por Vanilla Ice                |